# Eduardo Vañó Pastor
Eduardo Vañó Pastor (Bocairente, 24 de febrero de 1911- Valencia, 26 de septiembre de 1993) fue un dibujante de historietas español, adscrito a la Escuela Valenciana de cómic. Se le conoce por su trabajo en la serie Roberto Alcázar y Pedrín (1940-1976), una de las más populares de la posguerra.

## Biografía
Eduardo Vañó estudió en la valenciana Real Academia de Bellas Artes de San Carlos, donde obtuvo el título de profesor de dibujo. 
Al iniciarse la década de 1930, empezó a trabajar como ilustrador de novelas por entregas para Editorial Valenciana y también en la revista KKO.
Tras la guerra, junto con el propietario de la empresa, Juan Bautista Puerto, creó la serie Roberto Alcázar y Pedrín, que se convertiría en uno de los títulos más exitosos del tebeo español de posguerra. 
Vañó colaboró con numerosos guionistas: además de Puerto, dibujó guiones de José Jordán Jover, Federico Amorós, Vicente Tortajada y Pedro Quesada, e incluso algunos de su propia autoría. Vañó dibujó la totalidad de los 1.219 números de que se compone la historieta.
Vañó dedicó a la serie prácticamente toda su vida profesional, aunque creó también otras series, como Bob Tayler y Carlos Ray, Corazón de Acero, ambas con Manuel Gago en 1941, y sobre todo Milton el Corsario (1956), del que se encargó de dibujar los 61 primeros cuadernillos. Para entonces, era tan célebre que Valenciana la promocionó como obra de Eduardo Vañó, el prestigioso dibujante de Roberto Alcázar.
Reacio a las apariciones públicas, en 1991 renunció a asistir al homenaje que el Salón del Cómic de Barcelona le rindió a él y sus compañeros Sanchis y Karpa.

## Valoración
A pesar de su éxito, su labor fue puesta en entredicho por algunos críticos durante la Transición. Antonio Lara escribió entonces en El País:

E. Vañó, guionista y dibujante mediocre, artesano concienzudo y de una paciencia ejemplar e insuperable se limitó a servir unos arquetipos que él no creó, pero que recogió del ambiente circundante, sin la menor garra, sin el más pequeño interés".